# Anonymous (banda)

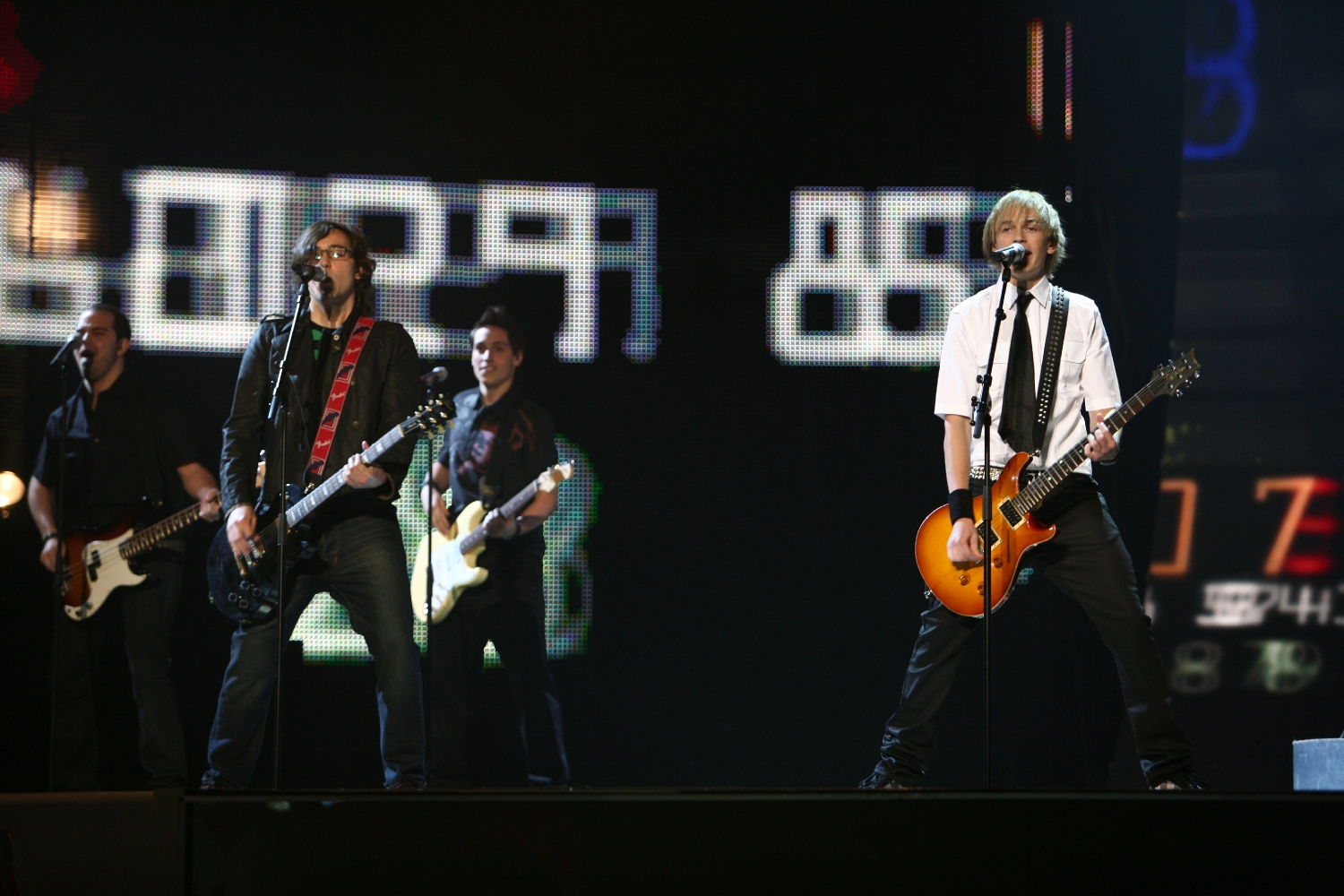
Anonymous no Festival Eurovisão da Canção 2007

Anonymous é uma banda musical de Andorra que em 2007 representou o país com a canção "Salvem el món" no Festival Eurovisão da Canção 2007 depois de vencer a seleção nacional. A canção, no entanto, não conseguiu fazê-los chegar a fase semi-final. Andorra ficou na 12º colocação. A banda foi formada em 2004 e tem tido algum sucesso em Andorra, Irlanda do Norte e Espanha (principalmente Catalunha).